# Olympische Sommerspiele 2024/Rudern – Achter (Männer)
Der Ruderwettbewerb der Männer im Achter bei den Olympischen Spielen 2024 in Paris fand vom 29. Juli bis 3. August 2024 statt. Schauplatz der Wettkämpfe war die Regattastrecke Stade nautique de Vaires-sur-Marne im Ort Vaires-sur-Marne, östlich des Großraums Paris. Titelverteidiger waren die Neuseeländer, die in Tokio zum zweiten Mal nach 1972 wieder die Goldmedaille im Achter der Männer gewannen und knapp vor Deutschland und Großbritannien ins Ziel kamen.

## Titelträger
| Olympische Spiele 2020       | Neuseeland     | Tokio             |
| Weltmeisterschaften 2023     | Großbritannien | Belgrad           |
| Panamerikanische Spiele 2023 | Kuba           | Santiago de Chile |
| Asienspiele 2022             | China          | Hangzhou          |
| Europameisterschaften 2024   | Großbritannien | Szeged            |

## Qualifikation
Die Qualifikation erfolgte hauptsächlich über die Weltmeisterschaften 2023. Die besten fünf Nationen dort erhielten einen Quotenplatz für die Olympischen Spiele in Paris. Die verbleibenden zwei Startplätze wurden bei einer finalen Qualifikationsregatta in Luzern im Mai 2024 vergeben.

## Vorläufe
Montag, 29. Juli 2024

### Vorlauf 1
| Rang | Bahn | Nation             | Athleten | Zeit (min) | Qualifikation |
| ---- | ---- | ------------------ | --- | ---------- | ------------- |
| 1    | 4    | Vereinigte Staaten | Henry Hollingsworth, Nicholas Rusher, Christian Tabash, Clark Dean, Christopher Carlson, Peter Chatain, Evan Olson, Pieter Quinton, Rielly Milne (Steuermann)        | 5:29,94    | Finale        |
| 2    | 1    | Niederlande        | Ralf Rienks, Olav Molenaar, Sander de Graaf, Ruben Knab, Gert-Jan van Doorn, Jacob van de Kerkhof, Jan van der Bij, Mick Makker, Dieuwke Fetter (Steuerfrau)         | 5:31,82    | Hoffnungslauf |
| 3    | 2    | Deutschland        | Benedict Eggeling, Torben Johannesen, Olaf Roggensack, Laurits Follert, Max John, Frederik Breuer, Wolf-Niclas Schröder, Mattes Schönherr, Jonas Wiesen (Steuermann) | 5:41,63    | Hoffnungslauf |
| 4    | 3    | Rumänien           | Mihăiță Țigănescu, Laurentiu Daniciu, Bogdan Baitoc, Constantin Adam, Marius Cozmiuc, Mugurel Semciuc, Florin Arteni, Florin Lehaci, Adrian Munteanu (Steuermann)    | 5:55,82    | Hoffnungslauf |

### Vorlauf 2
| Rang | Bahn | Nation         | Athleten | Zeit (min) | Qualifikation |
| ---- | ---- | -------------- | --- | ---------- | ------------- |
| 1    | 1    | Großbritannien | Morgan Bolding, Sholto Carnegie, Rory Gibbs, Thomas Ford, Jacob Dawson, Charles Elwes, Thomas Digby, James Rudkin, Harry Brightmore (Steuermann)                                                | 5:37,04    | Finale        |
| 2    | 3    | Australien     | Ben Canham, Joshua Hicks, Spencer Turrin, Angus Widdicombe, Jack Hargreaves, Alexander Purnell, Angus Dawson, Joseph O’Brien, Kendall Brodie (Steuerfrau)                                       | 5:42,07    | Hoffnungslauf |
| 3    | 2    | Italien        | Matteo Della Valle, Jacopo Frigerio, Emanuele Gaetani Liseo, Salvatore Monfrecola, Davide Verita, Gennaro Di Mauro, Leonardo Pietra Caprina, Vincenzo Abbagnale, Alessandra Faella (Steuerfrau) | 5:52,52    | Hoffnungslauf |

## Hoffnungslauf
Donnerstag, 1. August 2024
| Rang | Bahn | Nation      | Athleten | Zeit (min) | Qualifikation |
| ---- | ---- | ----------- | --- | ---------- | ------------- |
| 1    | 3    | Niederlande | Ralf Rienks, Olav Molenaar, Sander de Graaf, Ruben Knab, Gert-Jan van Doorn, Jacob van de Kerkhof, Jan van der Bij, Mick Makker, Dieuwke Fetter (Steuerfrau)                                    | 5:27,58    | Finale        |
| 2    | 4    | Deutschland | Benedict Eggeling, Torben Johannesen, Olaf Roggensack, Laurits Follert, Max John, Frederik Breuer, Wolf-Niclas Schröder, Mattes Schönherr, Jonas Wiesen (Steuermann)                            | 5:29,17    | Finale        |
| 3    | 5    | Rumänien    | Mihăiță Țigănescu, Laurentiu Daniciu, Bogdan Baitoc, Constantin Adam, Marius Cozmiuc, Mugurel Semciuc, Florin Arteni, Florin Lehaci, Adrian Munteanu (Steuermann)                               | 5:30,00    | Finale        |
| 4    | 2    | Australien  | Ben Canham, Joshua Hicks, Spencer Turrin, Angus Widdicombe, Jack Hargreaves, Alexander Purnell, Angus Dawson, Joseph O’Brien, Kendall Brodie (Steuerfrau)                                       | 5:31,50    | Finale        |
| 5    | 1    | Italien     | Matteo Della Valle, Jacopo Frigerio, Emanuele Gaetani Liseo, Salvatore Monfrecola, Davide Verita, Gennaro Di Mauro, Leonardo Pietra Caprina, Vincenzo Abbagnale, Alessandra Faella (Steuerfrau) | 5:36,31    | –             |

## Finale
Samstag, 3. August 2024

| Rang | Bahn | Nation             | Athleten | Zeit (min) |
| ---- | ---- | ------------------ | --- | ---------- |
| 1    | 4    | Großbritannien     | Morgan Bolding, Sholto Carnegie, Rory Gibbs, Thomas Ford, Jacob Dawson, Charles Elwes, Thomas Digby, James Rudkin, Harry Brightmore (Steuermann)                     | 5:22,88    |
| 2    | 2    | Niederlande        | Ralf Rienks, Olav Molenaar, Sander de Graaf, Ruben Knab, Gert-Jan van Doorn, Jacob van de Kerkhof, Jan van der Bij, Mick Makker, Dieuwke Fetter (Steuerfrau)         | 5:23,92    |
| 3    | 3    | Vereinigte Staaten | Henry Hollingsworth, Nicholas Rusher, Christian Tabash, Clark Dean, Christopher Carlson, Peter Chatain, Evan Olson, Pieter Quinton, Rielly Milne (Steuermann)        | 5:25,28    |
| 4    | 5    | Deutschland        | Benedict Eggeling, Torben Johannesen, Olaf Roggensack, Laurits Follert, Max John, Frederik Breuer, Wolf-Niclas Schröder, Mattes Schönherr, Jonas Wiesen (Steuermann) | 5:29,80    |
| 5    | 1    | Rumänien           | Mihăiță Țigănescu, Laurentiu Daniciu, Bogdan Baitoc, Constantin Adam, Marius Cozmiuc, Mugurel Semciuc, Florin Arteni, Florin Lehaci, Adrian Munteanu (Steuermann)    | 5:30,15    |
| 6    | 6    | Australien         | Ben Canham, Joshua Hicks, Spencer Turrin, Angus Widdicombe, Jack Hargreaves, Alexander Purnell, Angus Dawson, Joseph O’Brien, Kendall Brodie (Steuerfrau)            | 5:31,79    |

### Weiteres Klassement ohne Finals
| Rang | Nation  | Athleten |
| ---- | ------- | --- |
| 7    | Italien | Matteo Della Valle, Jacopo Frigerio, Emanuele Gaetani Liseo, Salvatore Monfrecola, Davide Verita, Gennaro Di Mauro, Leonardo Pietra Caprina, Vincenzo Abbagnale, Alessandra Faella (Steuerfrau) |

## Trivia
Die Boote aus den Niederlanden, Australien und Italien hatten jeweils eine Frau als "Steuermann" aufgeboten.